# Statues colossales d'Akhenaton
Les statues colossales d'Akhenaton représentent le pharaon de la XVIIIe dynastie, Akhenaton (également connu sous le nom d'Amenhotep IV ou, en grec,  Aménophis IV), dans une représentation déformée de la forme humaine. On pense que les statues datent du début de son règne, qui a duré de 1353 à 1336 avant notre ère ou de 1351 à 1334 avant notre ère. Les fouilles, commencées par Henri Chevrier en 1925, ont permis de découvrir vingt-cinq fragments des colosses brisés dans l'est de Karnak à Thèbes, qui se trouvent maintenant au Musée égyptien du Caire en Égypte. 

## Description
Les statues sont divisées en trois catégories en fonction de leur taille, la plus grande mesurant 12,75 mètres et la plus petite, 8,55 mètres. Le pharaon est représenté avec un physique déformé qui n'est pas présent ailleurs dans les œuvres d'art de l'Égypte ancienne. Il est représenté avec un estomac saillant, des bras minces et des traits faciaux exagérés, comme un nez long, un menton suspendu et des lèvres épaisses. Une statue en particulier a fait l'objet de nombreux débats car elle représente le roi apparemment nu et sans organes génitaux. Il existe différentes théories sur la destruction des statues, dont l'une suggère que son corégent Amenhotep III, a fait démonter et couvrir les statues. Une deuxième théorie suggère qu'Akhenaton lui-même a fait détruire les statues avec un changement de planification dans la construction du temple d'Aton.  

## Découverte
Les colosses d'Akhenaton ont été découverts accidentellement en 1925 alors qu'un fossé de drainage était creusé à l'est du mur d'enceinte du Grand temple d'Amon. Les statues de grès portaient le nom d'Amenhotep IV et ont été retrouvées tombées prosternées au sol. Henri Chevrier, l'inspecteur en chef des antiquités à Karnak, s'est intéressé au site et a passé les vingt-cinq années suivantes à fouiller périodiquement le site dans l'espoir d'en découvrir plus. Malheureusement, les seules choses découvertes par Chevrier étaient les fondations d'un mur incliné au sud-ouest et vingt-huit bases en pierre, qui selon lui étaient les piédestaux des statues tombées.  

## Importance pour l'art égyptien
Traditionnellement, les pharaons sont représentés idéalement dans l'art égyptien - héroïques et robustes. Le départ des normes culturelles qui se produisent avec les colosses d'Akhenaton a donc déclenché de nombreux débats parmi les savants. Ce qui est sûr, c'est qu'aucun artiste n'aurait volontairement produit une image aussi peu flatteuse du roi sans qu'elle soit commandée par le pharaon lui-même. Certains érudits caractérisent le style de l'art sous le règne d'Akhenaton comme étant « expressionniste » et trouvent une relation entre des représentations déformées telles que les colosses et la révolution religieuse de l'époque, qui étaient soutenues par Akhenaton. Cependant, il est important de noter que bien que le pharaon, et dans certains cas, d'autres membres de la famille royale soient représentés de manière si peu orthodoxe, de telles distorsions n'ont pas été observées tout au long de la période. En d'autres termes, Akhenaton n'a pas appliqué les pratiques standard de l'art égyptien en dehors des représentations du corps humain, et seulement à la famille royale. 

## Théories contradictoires

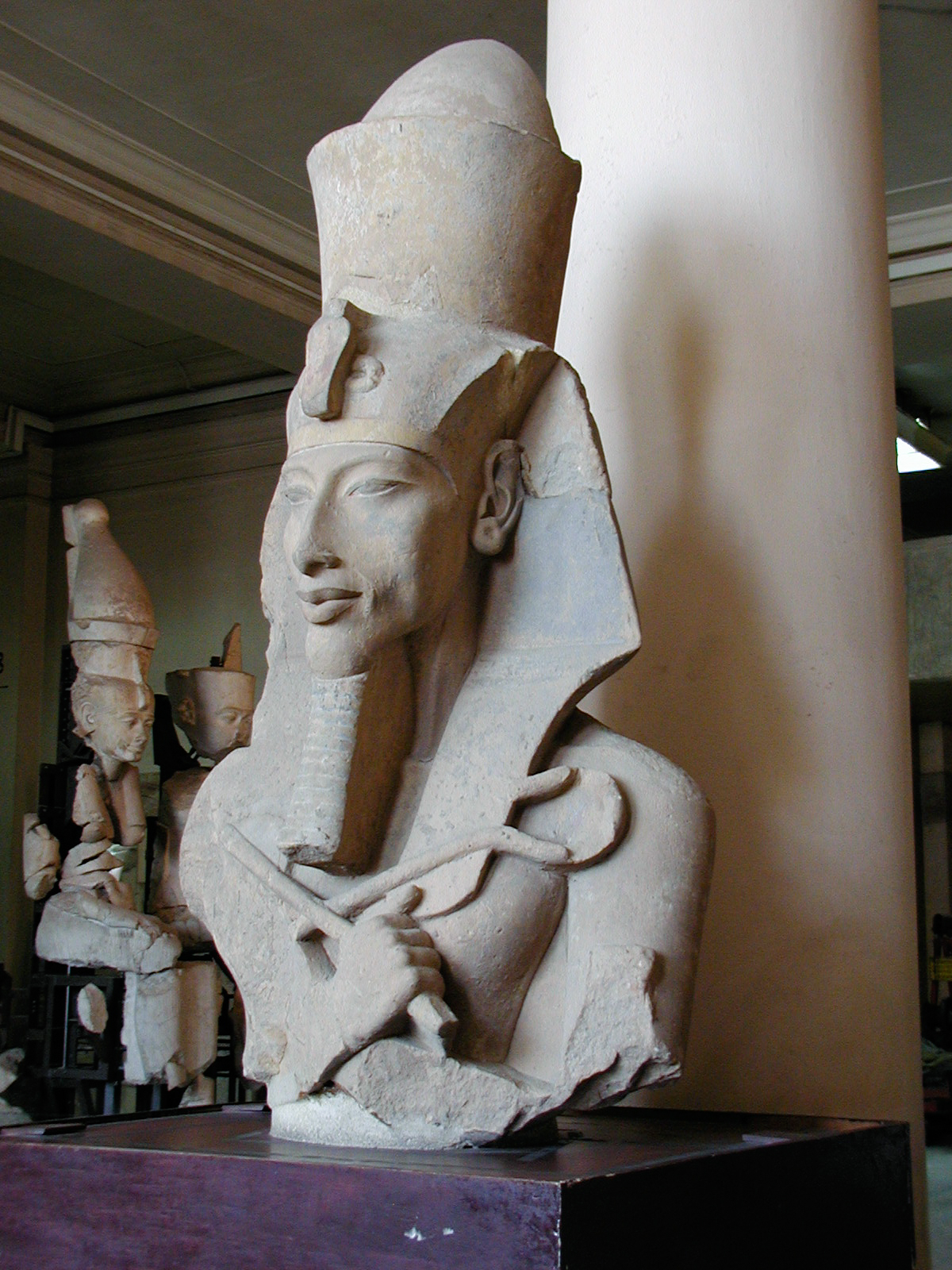
Une des statues

Le mystère derrière les statues colossales d'Akhenaton a conduit à de nombreuses interprétations du matériau. Une théorie concernant le but des statues suggère que le pharaon voulait se séparer des gens ordinaires et s'associer uniquement à la divinité et à la famille royale.
Une autre théorie suggère qu'Akhenaton a été représenté sous sa vraie forme, affirmant qu'il souffrait d'une maladie qui avait provoqué les défigurations. Plusieurs pathologistes ont étudié les anomalies des attributs physiques des statues. Un diagnostic qui en résulte est qu'Akhenaton souffrait d'un trouble du système endocrinien appelé syndrome de Babinski-Fröhlich. Cependant, cette théorie a été réfutée en raison du fait que la plupart des personnes souffrant de cette maladie sont mentalement retardées et incapables d'engendrer des enfants, deux effets secondaires qu'Akhenaton ne semblait pas avoir. Une autre théorie connexe est qu'Akhenaton pourrait avoir souffert d'une maladie génétique rare connue sous le nom de syndrome de Marfan. Cette hypothèse s'appuiera sur les résultats des tests ADN du tombeau KV 55, dans lequel il est théorisé que se trouve la momie d'Akhenaton. Jusque-là, cependant, cela reste peu concluant. 
De nombreuses théories existent sur une statue particulière de la collection, qui représente le roi nu sans organes génitaux. Une telle théorie conclut que ces bizarreries physiques symbolisent les manifestations de la nature bisexuelle du dieu solaire qui s'est imprégné pour créer l'univers. En revanche, l'historien KR Harris explique qu'au moins certains des colosses, celui-ci en particulier, ne représentent pas Akhenaton, mais Néfertiti portant un vêtement serré, qui est indétectable car les pieds de la statue sont manquants. D'autres reines de l'histoire égyptienne ont été représentées avec des traits masculins, comme Hatchepsout, donc cet argument n'est peut-être pas loin. Harris suggère alternativement que les statues de colosses peuvent être les personnifications de divinités, comme Aton, Shou ou Atoum.  
Enfin, un débat connexe entoure le site actuel où les statues ont été découvertes. Certains érudits soutiennent que les statues et les colonnades découvertes étaient les restes d'un temple construit par le pharaon. Il existe des références qui soutiennent cette théorie (c'est-à-dire dans la tombe du vizir Ramose à Thèbes ouest). D'autres soutiennent que le site est constitué des ruines d'un palais construit par Akhenaton. Le projet du temple d'Akhenaton en 1975, cependant, a conclu que les restes étaient bien ceux du temple d'Atoum.

## Voir également
- Temple d'Aton (Karnak)